# 2. American-Football-Bundesliga 2000
Die 2. Bundesliga American Football 2000 war die 19. Saison der 2. Bundesliga American Football.

## Ligaaufteilung
An der 2. Bundesliga Nord nahmen in der Saison 2000 nur sieben Teams teil, weil die AFC Paderborn, eigentlich Absteiger aus der GFL, in der Saison zuvor ihren Spielbetrieb einstellen mussten und somit gezwungenermaßen in die Regionalliga absteigen mussten.
| 2. Bundesliga Nord   | 2. Bundesliga Nord | 2. Bundesliga Süd        | 2. Bundesliga Süd |
| Team                 | Vorjahr            | Team                     | Vorjahr           |
| -------------------- | ------------------ | ------------------------ | ----------------- |
| Assindia Cardinals   | 2. BL Nord         | Darmstadt Diamonds (N)   | RL Mitte (Süd)    |
| Berlin Adler         | 2. BL Nord         | Franken Timberwolves (N) | RL Süd            |
| Bochum Cadets (N)    | RL West            | Hanau Hornets (A)        | GFL Süd           |
| Dortmund Giants      | 2. BL Nord         | Badener Greifs           | 2. BL Süd         |
| Dresden Monarchs (N) | RL Nordost (Grün)  | Marburg Mercenaries      | 2. BL Süd         |
| Hamburg Wild Huskies | 2. BL Nord         | Saarland Hurricanes      | 2. BL Süd         |
| Hildesheim Invaders  | 2. BL Nord         | Schwäbisch Hall Unicorns | 2. BL Süd         |
|                      |                    | Straubing Spiders        | 2. BL Süd         |

- Vorjahr = Liga des Vorjahres
- RL = Regionalliga
- (N) Aufsteiger aus der Regionalliga
- (A) Absteiger aus der GFL

## Statistik

### 2. Bundesliga Nord
| Mannschaft           | AC      | BA    | BC    | DG    | DM    | HWH   | HI    |
| -------------------- | ------- | ----- | ----- | ----- | ----- | ----- | ----- |
| Assindia Cardinals   | –       | 35:35 | 29:0  | 49:18 | 34:34 | 20:23 | 46:19 |
| Berlin Adler         | 20:28   | –     | 00:07 | 10:10 | 07:20 | 06:14 | 33:21 |
| Bochum Cadets        | 03:28   | 06:13 | –     | 14:17 | 30:20 | 07:24 | 22:12 |
| Dortmund Giants      | 28:45   | 14:26 | 23:12 | –     | 27:35 | 17:30 | 41:32 |
| Dresden Monarchs     | 07:55   | 13:13 | 10:08 | 35:28 | –     | 19:34 | 47:07 |
| Hamburg Wild Huskies | 07:41   | 17:0  | 23:12 | 20:07 | 17:27 | –     | 39:16 |
| Hildesheim Invaders  | 000:20* | 07:21 | 00:14 | 17:31 | 21:15 | 27:41 | –     |

(*Wertung)
Das Spiel der Hildesheim Invaders gegen die Assindia Cardinals musste aufgrund der Insolvenz der Invaders abgesagt werden und wurde mit 0:20 gewertet.
|    | Verein               | Sp | S  | U | N  | Punkte | TD      | Diff. |
| -- | -------------------- | -- | -- | - | -- | ------ | ------- | ----- |
| 1. | Assindia Cardinals   | 12 | 10 | 0 | 02 | 20:04  | 430:194 | +236  |
| 2. | Hamburg Wild Huskies | 12 | 10 | 0 | 02 | 20:04  | 301:199 | +102  |
| 3. | Dresden Monarchs     | 12 | 07 | 0 | 05 | 14:10  | 282:281 | 00+1  |
| 4. | Berlin Adler         | 12 | 06 | 1 | 05 | 13:11  | 197:172 | 0+25  |
| 5. | Dortmund Giants      | 12 | 04 | 1 | 07 | 09:15  | 261:325 | 0–64  |
| 6. | Bochum Cadets        | 12 | 04 | 0 | 08 | 08:16  | 135:211 | 0–76  |
| 7. | Hildesheim Invaders  | 12 | 02 | 0 | 10 | 04:20  | 179:370 | –191  |

 Relegation
 Abstieg
- Tie-Breaker: Cardinals gewinnen direkten Vergleich gegen Wild Huskies (61:30)

### 2. Bundesliga Süd
| Mannschaft               | DD      | FT      | HH     | BG      | MM      | SH      | SHU     | SS      |
| ------------------------ | ------- | ------- | ------ | ------- | ------- | ------- | ------- | ------- |
| Darmstadt Diamonds       | –       | 26:12   | 20: 0* | 14:17   | 06:07   | 21:14   | 10:45   | 30:21   |
| Franken Timberwolves     | 28:29   | –       | 20: 0* | 14:10   | 20:22   | 19:30   | 00:19   | 26:08   |
| Hanau Hornets            | 000:20* | 000:20* | –      | 000:20* | 000:20* | 000:20* | 000:20* | 000:20* |
| Badener Greifs           | 03:14   | 15:18   | 20: 0* | –       | 07:30   | 00:20   | 07:51   | 13:14   |
| Marburg Mercenaries      | 38:14   | 42:10   | 20: 0* | 41:07   | –       | 38:32   | 14:24   | 34:13   |
| Saarland Hurricanes      | 27:0    | 14:17   | 20: 0* | 20: 0*  | 24:21   | –       | 32:23   | 56:10   |
| Schwäbisch Hall Unicorns | 26:17   | 17:0    | 20: 0* | 44:14   | 27:06   | 07:20   | –       | 20: 0*  |
| Straubing Spiders        | 20:27   | 07:54   | 20: 0* | 27:13   | 14:24   | 21:42   | 07:51   | –       |

(*Wertung)
Die Hanau Hornets zogen sich freiwillig vorzeitig aus der Liga zurück, wodurch alle ihre Spiele mit 0:20 gewertet wurden. Das Spiel der Saarland Hurricanes gegen die Badener Greifs wurde mit 20:0 gewertet, weil die Greifs zu wenig Spieler hatten.
|    | Verein                   | Sp | S  | U | N  | Punkte | TD      | Diff. |
| -- | ------------------------ | -- | -- | - | -- | ------ | ------- | ----- |
| 1. | Saarland Hurricanes      | 14 | 12 | 0 | 02 | 24:04  | 392:174 | +218  |
| 2. | Schwäbisch Hall Unicorns | 14 | 12 | 0 | 02 | 24:04  | 386:127 | +259  |
| 3. | Marburg Mercenaries      | 14 | 11 | 0 | 03 | 22:06  | 357:198 | +159  |
| 4. | Darmstadt Diamonds       | 14 | 08 | 0 | 06 | 16:12  | 248:258 | 0–10  |
| 5. | Franken Timberwolves     | 14 | 06 | 0 | 08 | 12:16  | 255:260 | 00–5  |
| 6. | Straubing Spiders        | 14 | 04 | 0 | 10 | 08:20  | 202:390 | –188  |
| 7. | Badener Greifs           | 14 | 03 | 0 | 11 | 06:22  | 146:299 | –153  |
| 8. | Hanau Hornets            | 14 | 0  | 0 | 14 | 00:28  | 000:280 | –280  |

 Relegation
 Abstieg
- Tie-Breaker: Hurricanes gewinnen direkten Vergleich gegen Unicorns (52:30)

## Aufstiegsrelegation

### Nord
Durch den Rückzug der Bremen Bravehearts vor der Saison aus der GFL kam es im Norden zu keinen Relegationsspielen, die Assindia Cardinals stiegen direkt auf.

### Süd
| Heimverein          | Gastverein          | Ergebnis | Nach Quartern         |
| ------------------- | ------------------- | -------- | --------------------- |
| Landsberg Express   | Saarland Hurricanes | 22:40    | 0:13, 0:21, 8:6, 14:0 |
| Saarland Hurricanes | Landsberg Express   | 20: 0*   | (*Wertung)            |

Da Landsberg Express das Rückspiel aufgrund von Personalproblemen nicht antrat, wurde dieses mit 20:0 für die Saarland Hurricanes gewertet. Mit einem Gesamtergebnis von 60:22 steigen die Hurricanes in die GFL Süd auf, Landsberg Express steigt in die 2. Bundesliga Süd ab.